# لوكاس مييرجيفسكي
لوكاس مييرجيفسكي (بالبولندية: Łukasz Mierzejewski)‏ هو لاعب كرة قدم بولندي في مركز الدفاع، ولد في 31 أغسطس 1982 في تسيخانوف في بولندا. شارك مع منتخب بولندا لكرة القدم. أما مع النوادي، فقد لعب مع بييلسكو بياوا وزاغويمبيه لوبين وغورنيك وانشنا وليخيا غدانسك وليغيا وارسو ونادي ال كي اس ودز ونادي رييكا ونادي كافالا ونادي كراكوفيا الرياضي وويدزي لودز.

## وصلات خارجية
- لوكاس مييرجيفسكي على موقع الاتحاد الدولي (مؤرشف)  (الإنجليزية)
- لوكاس مييرجيفسكي على موقع قاعدة بيانات كرة القدم.إي يو (الإنجليزية)
- لوكاس مييرجيفسكي على موقع ناشيونال فوتبول تيمز (الإنجليزية)
- لوكاس مييرجيفسكي على موقع Soccerway.com (الإنجليزية)
- لوكاس مييرجيفسكي على موقع عالم كرة القدم.نت (الإنجليزية)